# Mama Ocllo
Mama Ocllo (em quíchua: Mama Uqllu) ou Mama-Quilla era, na mitologia inca, a filha do sol; a deusa da lua, da fertilidade, do casamento e das mulheres; e a esposa do legendário governante Manco Cápac.

## Mitologia
Mama Coya Ocllo foi deificada como mãe e deusa da fertilidade. Há uma lenda escrita por Inca Garcilaso de la Vega que diz que ela era filha do deus-sol Inti e de Mama Quilla; em outra lenda, porém, a colocam como filha de Viracocha e Mama Cocha. De acordo com a primeira, portanto, ela era irmã e esposa de Manco Cápac.
Ambos emergiram das cavernas de Pacaritambo junto com outros casais de irmãos e irmãs para ajudarem a povoar e civilizar o mundo. Mama Ocllo e Manco Cápac são, geralmente, considerados como fundadores lendários da cidade de Cusco, capital do império Inca.
Teria sido a responsável por ensinar, às nativas, a arte de fiar e tecer.

## Onomástica
No idioma quíchua oficial, seu nome é escrito como Mama Uqllu. No entanto, há algumas transliterações alternativas: Mama Ocllo, Mama Ogllo (nos dialetos do norte do Peru, a letra que representa a uvular fricativa sonora ([c]), é semelhante à oclusiva velar sonora ([g]) para os falantes de espanhol). Infelizmente, devido a más traduções ou vista ruim, também se criaram as seguintes formas: Mama Oello, Mama Oella, Mama Oullo e Mama Occlo.

## Festividades
No dia 4 de novembro, dia em que se comemora a fundação da cidade de Puno (sul do Peru), é encenada a lenda de Manco Cápac e sua esposa-irmã Mama Ocllo. Um casal representando os dois é colocado em uma barca de totora (uma espécie de junco) com uma carranca em formato de cabeça de puma, acompanhados de uma comitiva de balseiros e músicos que tocam instrumentos sagrados para anunciar a chegada do casal divino.
Eles navegam pelo lago Titicaca, percorrendo algumas ilhas e vários povoados ao longo das margens durante mais de vinte dias. Nesses lugares, são recebidos pela população local com muita comida, danças e festas. Chegando em Puno, são recepcionados pelas autoridades e levados até um estádio, onde terminam sua encenação em meio a muita festa.